# لييج-باستون-لييج 2014
لييج-باستون-لييج 2014 (بالإنجليزية: 2014 Liège–Bastogne–Liège)‏ هو سباق دراجات هوائية أقيم بتاريخ 27 أبريل 2014، تكون السباق من 1 مراحل وامتدّ لمسافة 263 كم بسرعة 39.6 كم/س، استغرق السباق 6 ساعة 37 دقيقة 43 ثانية. فاز به الأسترالي سيمون جيرانس وحلّ ثانيا أليخاندرو بالبيردي بينما حصل على المركز الثالث ميكال كوياتكووسكي.

## الترتيب
| م                     | الدرّاج             | البلد    | الزمن                    |
| --------------------- | ------------------ | -------- | ------------------------ |
| الفائز بالترتيب العام | سيمون جيرانس       | أستراليا | 6 ساعة 37 دقيقة 43 ثانية |
| الثاني                | أليخاندرو بالبيردي | إسبانيا  |                          |
| الثالث                | ميكال كوياتكووسكي  | بولندا   |                          |